# Grand Lac (Lacs Chiputneticook)
Pour les articles homonymes, voir Grand Lac (homonymie).
Le Grand Lac est un lac partagé entre le Maine et le Nouveau-Brunswick, le long de la frontière entre le Canada et les États-Unis.
Dans le Maine, il fait partie de deux comtés, Washington et Aroostook, et au Nouveau-Brunswick, il sert de limite ouest du comté de York.
Le lac fait partie de la chaîne de lacs Chiputneticook qui comprennent également les lacs Spednic, North et Palfrey et forment les sources du fleuve Sainte-Croix.
Le Grand Lake est célèbre pour sa pêche de qualité et sa beauté scénique. Le lac a une longueur de 35 km et une largeur maximale de 6 km. 
La pêche y est très populaire. Le lac abrite plusieurs espèces, y compris le saumon enclavé, le touladi, la perche jaune, la perche blanche, l’achigan à petite bouche, l’anguille d’Amérique, l’omble de fontaine et bien d’autres.

## Source
- (en) Cet article est partiellement ou en totalité issu de l’article de Wikipédia en anglais intitulé « East Grand Lake » (voir la liste des auteurs).